# Ungdoms-VM i håndbold (mænd)
 For alternative betydninger, se Ungdoms-VM i håndbold. (Se også artikler, som begynder med Ungdoms-VM i håndbold)
Ungdomsverdensmesterskabet i håndbold for mænd er verdensmesterskabet for U.19-herrelandshold. Mesterskabet arrangeres af IHF og er afholdt hvert andet år siden 2005. 

## Turnering
| VM   | Værtsland      | Guld          | Sølv      | Bronze   | Danmarks plac. | Eksternt link        |
| ---- | -------------- | ------------- | --------- | -------- | -------------- | -------------------- |
| 2005 | Qatar          | Serbien-Mont. | Sydkorea  | Kroatien | Nr. 4          | IHF – Qatar 2005     |
| 2007 | Bahrain        | Danmark       | Kroatien  | Sverige  | Nr. 1          | IHF – Bahrain 2007   |
| 2009 | Tunesien       | Kroatien      | Island    | Sverige  | Nr. 5          | IHF – Tunesien 2009  |
| 2011 | Argentina      | Danmark       | Spanien   | Sverige  | Nr. 1          | IHF - Argentina 2011 |
| 2013 | Ungarn         | Danmark       | Kroatien  | Tyskland | Nr. 1          | IHF - Ungarn 2013    |
| 2015 | Rusland        | Frankrig      | Slovenien | Island   |                | IHF - Rusland 2015   |
| 2017 | Georgien       | Frankrig      | Spanien   | Danmark  | Nr. 3          |                      |
| 2019 | Nordmakedonien | Egypten       | Tyskland  | Danmark  | Nr. 3          |                      |
| 2021 | Grækenland     |               |           |          |                |                      |
| 2023 | Kroatien       |               |           |          |                |                      |
| 2025 | Slovenien      |               |           |          |                |                      |